# Thibault Moulin
Thibault Moulin (Flers, 13 gennaio 1990) è un calciatore francese, centrocampista del Template:Calcio Flers.

## Palmarès

### Club

#### Competizioni nazionali
- Campionato polacco: 1

Legia Varsavia: 2016-2017
- Coppa di Grecia: 1

PAOK: 2017-2018
- III liga: 1

Wieczysta Cracovia: 2023-2024